# Firebird
A Firebird adatbázis-kezelő egy nyílt forrású, ingyenes relációs adatbázis-kezelő (RDBMS).
A Firebird adatbázis-kezelő szabványos ANSI SQL környezetet kínál. A szerver futtatható Windowson, Linuxon, és számos más Unix alapú platformon. Kiérlelt konkurens használattal, adattárolással és tranzakció kezeléssel rendelkezik.
Beépített nyelve lehetővé teszi a tárolt eljárások és triggerek használatát.
A fejlesztők konzervatív álláspontból közelítik a nyelvi bővítéseket, és minden esetben az ANSI SQL szabvány betartása az elsődleges szempont, szemben a hatékonyság-javító, de nem szabványos utasításokkal szemben (még ha akár kvázi-ipari szabványt jelentőek is, mint pl. az Oracle bővítményei).

## Története
A Firebird elődjét, az InterBase-t Jim Starkey kezdte fejleszteni 1984-ben az Apollo cég számára. Az InterBase-t az akkoriban piacvezetőnek számító IBM SEQUEL és Oracle adatbázisok versenytársának szánták, az architektúráját is erre, a nagy és biztonságos adatbázisok kiszolgálására tervezték. Kezdetektől multiplatform környezetbe, Apollo, Sun, HP/UX, VAX/VMS és Ultrix gépekre szánták, ezért a program nyelve a C programozási nyelv volt.
Az Apollo 1986-os csődjét követően az InterBase előbb az Ashton-Tate, majd a Borland tulajdonába került. A Borland azért vásárolta meg, hogy a sikeres Delphi fejlesztőeszköze mellé SQL adatbázis-kezelőt is tudjon adni. Mivel nem jöttek be a számításai, az Interbase kódbázisát 2000 júliusában nyílt forráskódúvá tette. Ekkor indult be a Firebird projekt a SourceForge-n.
A Firebird 1.0 először Linux, Windows és Mac OS X platformra jelent meg 2002 márciusában. Ezt hónapokon belül követte a Solaris, FreeBSD 4 és HP/UX portolás is.
Már 2000-ben elindult az eredeti C nyelvű kódbázis portolása C++ alapokra, de ez csak 2004-ben, a Firebird 1.5 kiadásakor fejeződött be. A Firebird 2-es verzió 2006-ban már támogatta a 64 bites architektúrát is.
2003-ban a Mozilla Alapítvány új böngészőjének a Firebird kódnevet adta. Az adatbázis-kezelő fejlesztőinek tiltakozására 2004-ben ezt megváltoztatták Firefox-ra, és a böngésző első stabil kiadása már ezen a néven jelent meg.
Az ingyenes Firebird sikeréből okulva a Borland újraindította a már leállított InterBase fejlesztését, ami fizetős termékként mind a mai napig létezik. 2008-ban a termékvonalat (a teljes CodeGear termékcsomaggal együtt) megvásárolta az Embarcadero Technologies.

## Előnyei
A Firebird három fő tulajdonságának köszönheti, hogy rendkívül elterjedt:
- Ingyenes és szabadon felhasználható.
- Nagyon egyszerűen telepíthető, nem kell adminisztrálni, és stabilan működik.
- Kis- és középvállalatok adattárolási igényeit teljes körűen képes kielégíteni a legmodernebb adatbázis technológia használatával.

## Külső hivatkozások
- Firebird Alapítvány
- Magyarországi Firebird honlap
- SourceForge oldal
- Reference (csak részben kész)
- Az ismerkedést kezdjük a kétperces ismertetővel, ami egységbe fogja a legfontosabb információkat.

### Eszközök
- IBO Console
- FlameRobin admin tool Linux/Windows alatt
- C++ API

1. ↑  Release 5.0.2, 2025. február 12. (Hozzáférés: 2025. február 20.)
2. ↑  Firebird 4.0 Beta 1 release is available for testing (angol)